# Ric Birch
Ric Birch je australský producent zábavných pořadů a televizního vysílání.
Studoval práva, ale nedokončil je a začal se věnovat práci rozhlasového moderátora a později spoluautora televizních pořadů pro stanici Australian Broadcasting Corporation. V roce 1981 byl pozván, aby byl režisérem a producentem slavnostního zahájení a zakončení Her Britského společenství v Brisbane v následujícím roce. Po jejich úspěchu dostal stejnou příležitost na olympijských hrách v Los Angeles v roce 1984 a pak znovu při olympijských hrách v Barceloně, ceremoniálech olympiády v Sydney a ceremoniálech zimních olympijských her v Turíně.
Řídil také oblast zábavy na světové výstavě Expo 88 v Brisbane, jeho společnost Spectak Productions odpovídala i za otevření casina v přístavu v Sydney v roce 1995 a za oficiální program oslav Nového roku 2000 v Sydney.